# Schlacht bei Schwaderloh
Triesen · Hard · Bruderholz · Hallau · Schwaderloh · Frastanz · Calven · Dornach
Die Schlacht bei Schwaderloh wurde am 11. April 1499 während des Schwabenkrieges zwischen Truppen des Schwäbischen Bundes und der Schweizerischen Eidgenossenschaft ausgetragen. Die Bezeichnung leitet sich vom Lager der eidgenössischen Truppen bei dem Weiler Schwaderloh (seinerzeit noch Schwaderloch) her, der etwa vier Kilometer südwestlich der Stadt Konstanz liegt. Das eigentliche Schlachtfeld liegt bei Triboltingen.

## Vorgeschichte
Im Dezember 1498 war Konstanz Mitglied des Schwäbischen Bundes geworden, der 1499 in den Schwaben- oder Schweizerkrieg mit der Schweizerischen Eidgenossenschaft hineingezogen wurde. Da Konstanz auf dem linken Ufer des Rheins liegt und damit ein ideales Einfallstor in den eidgenössisch beherrschten Thurgau bot, zogen die Heerführer des Schwäbischen Bundes im April 1499 ein grösseres Truppenaufgebot in der Stadt zusammen. Gut ausgebaute Zufahrtsstrassen erleichterten das Heranführen von Artillerie und von Nachschub jeder Art.
Der eidgenössischen Tagsatzung war der schwäbische Aufmarsch nicht verborgen geblieben. Schon im Januar wurden deshalb Wachposten (sogenannte Zusätze) in das etwa 150 Meter über Konstanz gelegene Schwaderloh gelegt, um die feindlichen Bewegungen zu beobachten. Das Kontingent war jedoch gemäss den Klagen der Hauptleute deutlich zu klein, weshalb mehrfach um Verstärkungen angefragt wurde. Stationierungsorte dieser hauptsächlich aus Thurgauern bestehenden Mannschaften waren unter anderem die Orte Schwaderloh, Alterswilen und Dotnacht. Mehrere hundert Thurgauer lagerten in Scherzingen nahe dem Bodenseeufer. Am Untersee bei Ermatingen und Mannenbach lagen etwa 500 Mann im Zusatz, neben Thurgauern auch Berner, Freiburger und Luzerner Knechte. Die Ermatinger Garnison wurde fast täglich durch Ausfälle aus Konstanz und Gottlieben gereizt und war Artilleriebeschuss von der Insel Reichenau her ausgesetzt. Am 11. April 1499 befanden sich auf eidgenössischer Seite etwa 1500 Mann, davon ca. 600 Thurgauer.

## Die Schlacht

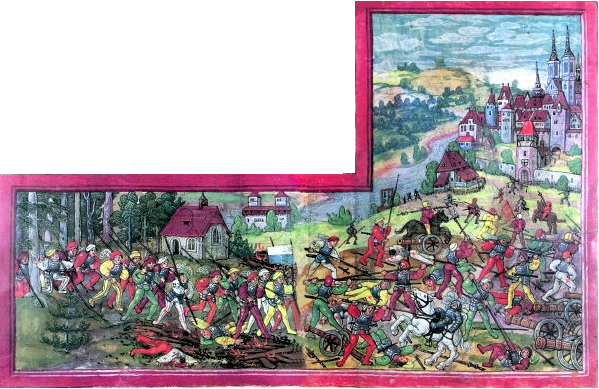
Darstellung des Ablaufs: links der Ansturm der Eidgenossen, in der Mitte die Schlacht, rechts die Flucht der Geschlagenen. Chronik von Diebold Schilling, 1513

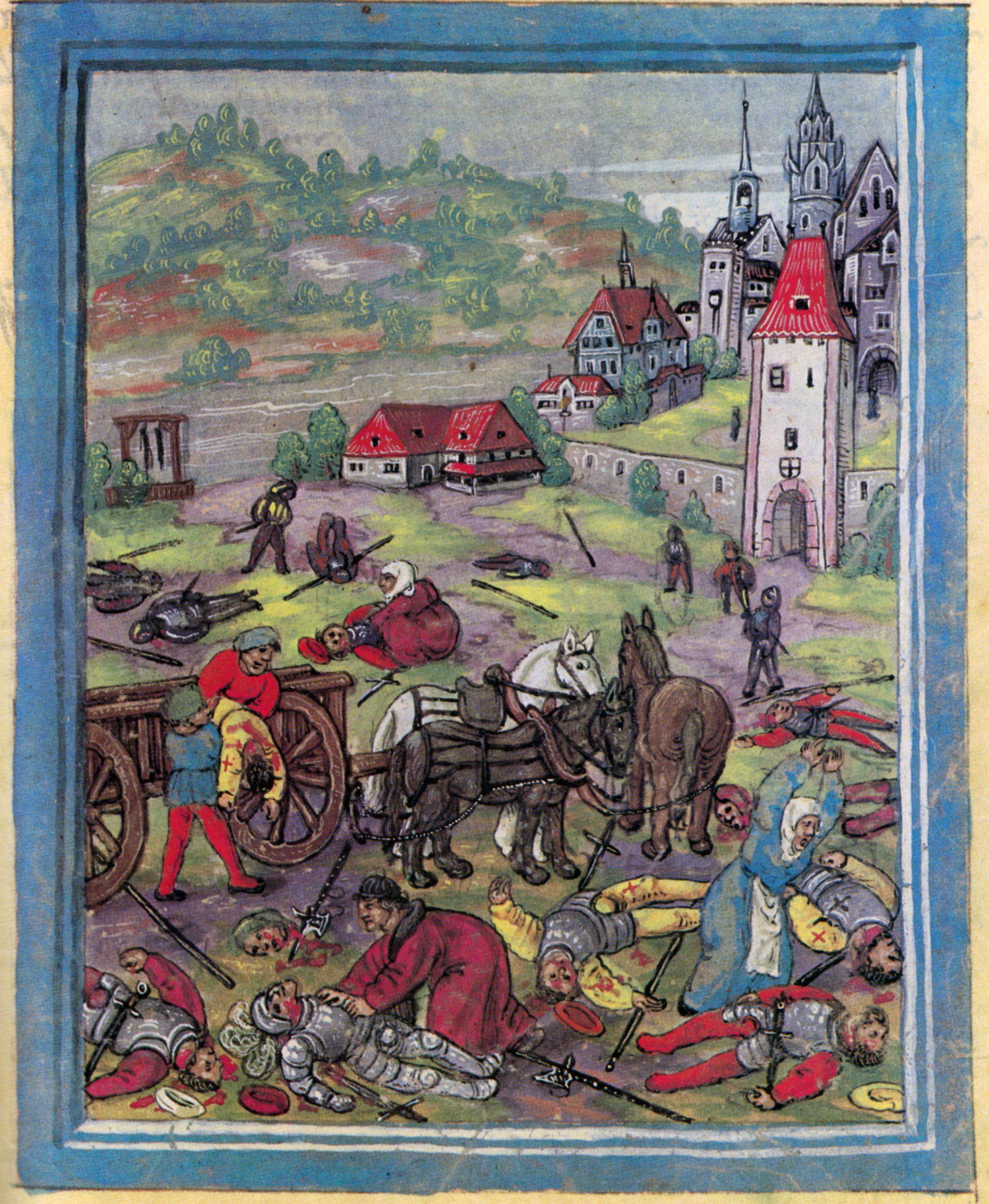
Nach der Schlacht: Frauen und Geistliche sammeln die Leichen der Konstanzer Bürger auf dem Schlachtfeld vor der Stadt ein.

In den frühen Morgenstunden des 11. Aprils marschierten zwischen 6000 und 7000 schwäbische Landsknechte aus Konstanz hinaus, um die bei Ermatingen positionierte eidgenössische Abteilung anzugreifen. Ein gleichzeitiger Angriff mit Booten von der Insel Reichenau brachte jedoch nicht den gewünschten Überraschungseffekt, so dass die Angegriffenen sich rechtzeitig rüsten konnten. Die Eidgenossen warfen sich den Angreifern entgegen, da sie nur einen kleineren Überfall vermuteten, mussten jedoch wegen der grossen Übermacht in die nahen Wälder zurückweichen. Sie verloren um die 80 Mann und mussten die zwei Luzerner Geschütze zurücklassen, die zur Beschiessung der Reichenau nach Ermatingen gebracht worden waren.
Die schwäbischen Truppen besetzten die Dörfer Ermatingen, Triboltingen und Mannenbach und begannen zu plündern. Offenbar war das Tagesziel für die Kommandeure bereits erreicht. Das eidgenössische Kontingent von Ermatingen vereinigte sich zwischenzeitlich mit den zusammengezogenen Kräften bei Schwaderloh. Es wurde beschlossen, trotz der Unterlegenheit, die schwäbischen Truppen anzugreifen, bevor sie ihre Beute in Konstanz in Sicherheit bringen konnten. Zusammen mit einem weiteren thurgauischen Kontingent von rund 400 Mann, das von Scherzingen her eintraf, zogen so um die 1800 Eidgenossen auf direktem Weg durch den Wald zwischen Schwaderloh und Triboltingen hinunter in Richtung Seeufer.
Als sich die schwäbischen Truppen auf den Rückweg in Richtung Konstanz machten und auch bereits einiges an Wein und Most getrunken worden war, griffen die Eidgenossen überraschend an. Der Chronist Niklaus Schradin berichtet in seiner Reimchronik des Schwabenkriegs (1500), dass die Eidgenossen mit grossem Lärm, Pfeifen und Trommeln aus dem Wald heraus den Hang hinunter nach Triboltingen vorstiessen. Die schwäbischen Truppen konnten sich gerade noch rechtzeitig unter dem Schutz der Reiterei um einige Stücke Artillerie herum zum Kampf formieren. Gemäss zeitgenössischen Angaben feuerte die schwäbische Artillerie auf die anrückenden Eidgenossen, zielte aber zu hoch. Der sich dabei entwickelnde Rauch ermöglichte es dann den Eidgenossen, ungesehen an die eingenebelte schwäbische Schlachtformation heranzukommen und sie durch die Wucht der Spiessträger zu überrennen.
Als sich die schwäbische Schlachtordnung auflöste und das Fussvolk zur Flucht ansetzte, teilte sich die eidgenössische Formation auf. Die Spiessträger bekämpften die schwäbischen Ritter zu Pferd, während die Hellebardiere und Schwertkämpfer den Flüchtenden nachjagten. Die Verfolgung reichte bis vor die Mauern von Gottlieben, bis in das Tägermoos und bis vor die Mauern von Konstanz. Zahlreiche schwäbische Landsknechte wurden in den Bodensee gedrängt und mussten ihre gesamte Rüstung und Habe am Ufer zurücklassen, um sich schwimmend in Sicherheit zu bringen oder sich von Booten aufnehmen zu lassen. Die meisten der zwischen 1300 und 2000 Mann, die die schwäbische Seite als Verlust zu beklagen hatte, sind so wohl in den Sümpfen oder im See ertrunken. Dazu kam die grausame Kriegsführung der Eidgenossen. Laut Beschluss der Tagsatzung vom 11. März durften in diesem Krieg keine Gefangenen gemacht werden, überdies liess sie die Truppen darauf schwören. Jeder, der verletzt liegenblieb, wurde also niedergemacht. Die um die 130 Toten aus Konstanz wurden nach der Schlacht geborgen. Die restlichen über 1000 Toten blieben, ihrer Ausrüstung und Kleider beraubt, auf dem Schlachtfeld liegen. Die Beute der Eidgenossen war beträchtlich: Die gesamte Artillerie der schwäbischen Bundestruppen, zahlreiche Feldzeichen, ein grosser Haufen Waffen, Harnische, der Tross und die Beute der Plünderungen in und um Ermatingen fielen in ihre Hände.
Der eidgenössische Sieg sorgte für eine erhebliche Schwächung der Truppen des Schwäbischen Bundes in Konstanz und unterband bis Juli 1499 jegliche Bemühungen um einen ernsthaften Ausfall in den Thurgau oder eine Störung der eidgenössischen Züge in den Hegau und den Klettgau.